# ورزشگاه ملی فوتبال گوآم

ورزشگاه ملی فوتبال گوآم

ورزشگاه ملی فوتبال گوآم (انگلیسی: Guam National Football Stadium) یک ورزشگاه فوتبال در هاگاتنیا، گوآم است.
این ورزشگاه که ۱٬۰۰۰ نفر ظرفیت ورزشگاه خانگی تیم ملی فوتبال گوآم است.